# 朝山毅
朝山 毅（あさやま つよし、1947年（昭和22年）1月24日 - ）は、日本の政治家。元鹿児島県奄美市長（3期）、元笠利町長（3期）。

## 来歴
鹿児島県立大島高等学校を経て、1969年（昭和44年）3月拓殖大学商学部卒業。同年4月、鹿児島県信用保証協会に就職。
1994年（平成6年）12月24日、笠利町長に就任。1998年（平成10年）に2期目の当選。2002年（平成14年）に3期目の当選。2006年（平成18年）3月20日、笠利町は、名瀬市および住用村と合併し奄美市となり、自治体として廃止される。それ伴って、同日、奄美市長職務執行者に就任。4月22日、新市長就任により同職を退職。6月3日、奄美市の助役に就任（のちに副市長に役職名が変更される）。
2009年（平成21年）10月13日、平田隆義奄美市長が市議会議長に、11月30日付で辞職する旨の辞職願を提出。それに伴って11月22日に実施された奄美市長選挙に無所属で出馬し、当選を果たした。12月1日、市長に就任。
2013年（平成25年）6月18日、次期市長選に、2期目を目指し立候補する意向を表明した。
その後無所属で出馬し、11月17日無投票で再選を果たした。奄美大島への陸上自衛隊の配備計画には賛成の立場であり、2014年8月12日、奄美大島を訪れた武田良太防衛副大臣に部隊の受け入れを表明した。
2017年（平成29年）11月19日に行われた市長選で3選。2021年に次期市長選に出馬しないと表明し引退。